# Voices: WWE The Music, Vol. 9
Voices: WWE The Music, Vol. 9 é uma coletânea lançada pela WWE em Janeiro de 2009. Era para ser composta por três discos que incluiam novas músicas de Jim Johnston e material antigo dos últimos 25 anos para celebrar o 25° quinto aniversário da WrestleMania, mas no entanto contém apenas um disco (dois na versão exclusiva).

## Faixas
Todas as músicas foram compostas, escritas e produzidas por Jim Johnston excepto "What's Up?" que foi escrita e composta por Ron Killings (R-Truth).
| Faixa                                          | Sujeito                        | Duração |
| ---------------------------------------------- | ------------------------------ | ------- |
| 1. "Voices" (Rich Luzzi de Rev Theory)         | Randy Orton                    | 3:24    |
| 2. "Pourquoi?"                                 | Maryse                         | 3:37    |
| 3. "Man On Fire"                               | Kane                           | 2:57    |
| 4. "Kung Fu San" (Karl "Dice Raw" Jenkins)     | Kung Fu Naki                   | 3:04    |
| 5. "Holla"                                     | Kelly Kelly                    | 3:19    |
| 6. "What's Up?" (Ron Killings)                 | R-Truth                        | 3:15    |
| 7. "Pain"                                      | Vladimir Kozlov                | 2:54    |
| 8. "Land Of Five Rivers" (Dhol por Panjabi MC) | The Great Khali                | 2:58    |
| 9. "She Looks Good"                            | Eve                            | 2:17    |
| 10. "Get on Your Knees"                        | Jack Swagger                   | 3:10    |
| 11. "If You Rock Like Me"                      | SmackDown Theme                | 3:02    |
| 12. "Tribal Trouble"                           | Umaga                          | 3:08    |
| 13. "Priceless"                                | Ted DiBiase/ Cody Rhodes/ Manu | 3:44    |

A edição com o segundo disco Legends of WWE está à venda exclusivamente nas lojas Best Buy.
| Faixa                            | Sujeito                | Duração |
| -------------------------------- | ---------------------- | ------- |
| 1. “I Won’t Do What You Tell Me” | Steve Austin           | 3:02    |
| 2. “Unstable”                    | The Ultimate Warrior   | 1:45    |
| 3. “Hot Rod”                     | Roddy Piper            | 2:58    |
| 4. “Hard Corps”                  | Sgt. Slaughter         | 2:35    |
| 5. “Blue Blood”                  | Hunter Hearst Helmsley | 3:29    |
| 6. “Perfection”                  | Mr. Perfect            | 2:49    |
| 7. “Rest In Peace”               | The Undertaker         | 3:18    |
| 8. “Snake Bit”                   | Jake Roberts           | 2:08    |
| 9. “If You Smell...?”            | The Rock               | 2:56    |